# Pawło Komarow
Pawło Mykołajowycz Komarow (ukr. Павло Миколайович Комаров, ros. Павел Николаевич Комаров, Pawieł Nikołajewicz Komarow; ur. 16 marca?/29 marca 1913 w Rieutowie, zm. w Toronto) – ukraiński piłkarz, grający na pozycji napastnika.

## Kariera piłkarska

### Kariera klubowa
Od 1935 bronił barw Dynama Kijów. Po zajęciu Kijowa przez niemieckich okupantów został jeńcem wojennym. Po wyjściu z niewoli razem z innymi piłkarzami z Kijowa w zakładzie piekarskim zorganizowali drużynę Start Kijów. W 1942 piłkarze rozegrali dziewięć meczów towarzyskich. Uczestniczył w znanym "meczu śmierci", po którym trafił do obozu koncentracyjnego. Potem niemiecka władza przeniosła piłkarza do Niemiec, gdzie pracował jako inżynier w zakładzie Messersmidt. Po zakończeniu II wojny światowej wyjechał do Kanady, gdzie zmarł.

## Sukcesy i odznaczenia

### Sukcesy klubowe
- wicemistrz ZSRR: 1936 (wiosna)
- brązowy medalista Mistrzostw ZSRR: 1937
- zdobywca Pucharu Ukraińskiej SRR: 1937, 1938